# (5039) Rosenkavalier
(5039) Rosenkavalier es un asteroide perteneciente al cinturón de asteroides, descubierto el 11 de abril de 1967 por Freimut Börngen desde el Observatorio Karl Schwarzschild, en Tautenburg, Alemania.

## Designación y nombre
Designado provisionalmente como 1967 GM1. Fue nombrado Rosenkavalier en homenaje a la ópera Der Rosenkavalier, creada por el compositor alemán Richard Strauss.

## Características orbitales
Rosenkavalier está situado a una distancia media del Sol de 3,015 ua, pudiendo alejarse hasta 3,180 ua y acercarse hasta 2,850 ua. Su excentricidad es 0,054 y la inclinación orbital 11,41 grados. Emplea 1913,01 días en completar una órbita alrededor del Sol.

## Características físicas
La magnitud absoluta de Rosenkavalier es 12,3. Tiene 12,232 km de diámetro y su albedo se estima en 0,156.